# Crotalaria schliebenii
Crotalaria schliebenii är en ärtväxtart som beskrevs av Roger Marcus Polhill. Crotalaria schliebenii ingår i släktet sunnhampor, och familjen ärtväxter. Inga underarter finns listade i Catalogue of Life.